# Katrine Græsbøll Christensen
Katrine Græsbøll Christensen (1996) es una deportista danesa que compite en triatlón. Ganó una medalla de bronce en el Campeonato Europeo de Triatlón de Larga Distancia de 2023.

## Palmarés internacional
| Campeonato Europeo | Campeonato Europeo    | Campeonato Europeo | Campeonato Europeo |
| Año                | Lugar                 | Medalla            | Prueba             |
| ------------------ | --------------------- | ------------------ | ------------------ |
| 2023               | Almere (Países Bajos) | Medalla de bronce  | Individual         |